# Pine Ridge (Caroline du Sud)
Pour les articles homonymes, voir Pine Ridge.
Pine Ridge est une ville située dans le comté de Lexington, dans l’État de Caroline du Sud, aux États-Unis. Lors du recensement de 2020, elle comptait 2 167 habitants.